# Joey Quinn
Joseph "Joey" Quinn is een personage uit de televisieserie Dexter, vertolkt door Desmond Harrington. Quinn wordt in seizoen 3 overgeplaatst van de drugsbrigade naar de sectie Moordzaken.

## Biografie

### Seizoen 3
Quinn lijkt een boontje te hebben voor zijn nieuwe partner, Debra Morgan, en gaat zelfs zo ver in zijn charme-offensief dat hij een informant inschakelt om haar te helpen in de zaak rond Oscar Prado. Over Quinns verleden is maar weinig bekend, wat bij Debra vragen oproept, zeker wanneer ze door de dienst Interne Zaken wordt gevraagd om hem discreet in het oog te houden. Quinn komt hier al snel achter en geeft uiteindelijk toe dat hij in het verleden de schuld kreeg voor de dood van een collega. Debra vertrouwt hem niet langer en raadt Dexter af of Quinn uit te nodigen op zijn huwelijk. Quinn maakt uiteindelijk toch zijn opwachting.

### Seizoen 4
In seizoen 4 begint hij Dexter openlijk te wantrouwen. Wanneer Quinn door Dexter betrapt wordt wanneer hij geld ontvreemdt van op een plaats delict, probeert Quinn hun vriendschap te herstellen door hem dure footballtickets te schenken. Intussen begint hij een relatie met Christine Hille, een journaliste die hem voortdurend verleid om informatie rond belangrijke zaken te verkrijgen. Wanneer er vertrouwelijke informatie wordt gepubliceerd in een van Hills' artikels, waarschuwt commissaris Maria LaGuerta hem subtiel over de carrièregevolgen die zulke lekken kunnen hebben. Toch kan hij het niet laten om zich rond Hills' vinger te laten winden, wat op een bepaald moment leidt tot de publicatie van een artikel rond te terugkeer van FBI-agent Frank Lundy en dienst zoektocht naar de "Trinity Killer". Hierna dumpt Quinn haar, maar de twee komen al snel weer samen en Quinn verdedigt tegenover Dexter, wanneer ze Debra wil interviewen over de schietpartij waarbij zij en Lundy getroffen werden. De ruzie tussen Quinn en Dexter laait hierdoor weer op, maar Quinn laat Hill vallen als een baksteen wanneer blijft dat zij de dochter van de "Trinity Killer" is en hem manipuleerde om haar vader te beschermen. Wanneer Hill uiteindelijk zelfmoord pleegt, is Quinn duidelijk geraakt door de feiten.

### Seizoen 5
In seizoen 5 verdenkt Quinn Dexter van de moord op Rita Bennett, nadat hij te weten komt dat Rita hem bedrogen had met de buurman. Volgens hem wijzen ook de subtiele verschillen in de modus operandi van vermoedelijke moordenaar Arthur Mitchell erop dat de moord door iemand anders werd gepleegd. Hij begint een eigen, geheim onderzoek naar Dexter en wil hem confronteren met Jonah Mitchell, de zoon van Arthur. Op het nippertje wordt Quinn betrapt door zijn oversten en wordt hij geschorst.
Quinn schakelt zijn ex-collega Stan Liddy in om Dexter te schaduwen. Na een onenightstand met Debra probeert Quinn haar meermaals opnieuw te verleiden, wat hem uiteindelijk lukt. Aan hun afspraakjes komt een einde wanneer Debra ontdekt dat Quinn in plaats van met vakantie te zijn, eigenlijk geschorst is omdat hij een onderzoek naar Dexter was begonnen. In een poging om zijn relatie met Debra te redden, zegt Quinn tegen Liddy dat hij wil stoppen met het bespioneren van Dexter. Liddy verzet zich en wordt kort daarop vermoord teruggevonden. Quinn wordt verdacht van de moord, omdat de twee verschillende keren met elkaar getelefoneerd hebben en er bovendien bloed van Liddy op de schoen van Quinn werd aangetroffen.